# Gloeochaetales
Gloeochaetales, maleni red glaukofita u razredu Glaucophyceae. Ime reda dolazi po monotipskom rodu Gloeochaete. Svega dvije vrste su priznate, od kojih jedna pripada porodici Gloeochaetaceae, a drugoj je sistematski status još upitan pa je smještena u porodicu Gloeochaetales familia incertae sedis. Obje ove vrste su slatkovodne.

## Rodovi i vrste
- familia Gloeochaetaceae
  - Gloeochaete wittrockiana Lagerheim
- familia incertae sedis
  - Cyanoptyche gloeocystis Pascher